# トムボウイ・ダンスインスティテュート
トムボウイ・ダンスインスティテュート（Tomboy Dnace Institute）は、ダンススクール。ダンススクールの他、芸能プロダクションやライブストリーミングに特化したイベントホール、クラブ、ライブハウスなども運営する。本部直営とフランチャイズ加盟店がある。

## 沿革
- 1999年 - 東京都新宿区の新宿御苑に開校。
- 2001年 - 東京・新宿スタジオが、東京都新宿区の東中野に開校。
- 2002年 - 東京・目黒スタジオが、東京都目黒区の目黒に開校。
- 2005年 - 埼玉県の地元ダンスサークル（ビーンズエンタテインメント）と合併。埼玉県富士見市みずほ台スタジオとして、埼玉県富士見市東みずほ台に開校。
- 2008年 - 神奈川県横浜市の地元ダンススクール（f.s.p.ダンススクール）と合併。神奈川県横浜市鶴見スタジオとして、神奈川県横浜市鶴見区鶴見に開校。
- 2011年 - 埼玉県狭山市入曽スタジオが、埼玉県狭山市の狭山市駅 - 入曽駅間に開校。
- 2013年 - 東京都葛飾区金町スタジオが 、東京都葛飾区の金町 に開校。
- 2014年 - 神奈川県横浜市港北区新横浜スタジオが、神奈川県横浜市港北区の新横浜に開校。
- 2019年 - 千葉県柏市南柏スタジオが、千葉県柏市の南柏に開校。

## 関連人物
- 三吉彩花 - 埼玉みずほ台スタジオ(元ビーンズエンタテインメント)出身生徒。元さくら学院メンバー。
- 梅田悠 - 新宿スタジオ出身生徒。元SDN48メンバー。
- 加藤良輔 - 新宿スタジオ出身生徒。
- 三彩優希 - 横浜鶴見スタジオ出身生徒。現ナチュラルポイントメンバー。
- 山下キホ - 横浜鶴見スタジオ出身生徒。現ナチュラルポイントメンバー。